# Haukajaure (Gällivare socken, Lappland, 751167-165786)
Haukajaure är en sjö i Gällivare kommun i Lappland och ingår i Kalixälvens huvudavrinningsområde. Sjön har en area på 0,167 kvadratkilometer och ligger 558,1 meter över havet.

## Delavrinningsområde
Haukajaure ingår i det delavrinningsområde (751170-165928) som SMHI kallar för Ovan Harrejåkka. Medelhöjden är 590 meter över havet och ytan är 12,48 kvadratkilometer. Räknas de 8 avrinningsområdena uppströms in blir den ackumulerade arean 326,01 kvadratkilometer. Tertojåkka som avvattnar avrinningsområdet har biflödesordning 2, vilket innebär att vattnet flödar genom totalt 2 vattendrag innan det når havet efter 365 kilometer. Avrinningsområdet består mestadels av skog (83 procent) och sankmarker (10 procent). Avrinningsområdet har 0,16 kvadratkilometer vattenytor vilket ger det en sjöprocent på 1,3 procent.